# 马来-波利尼西亚语族
馬來-玻里尼西亞語族（英語：Malayo-Polynesian languages）是南島語系以下的一個分支，使用人口約有3億8,550萬。在過去馬來-玻里尼西亞語系有時候也被當作是南島語系的同義詞。
馬來-玻里尼西亞語族的語言人口分佈很廣，散佈於印度洋、南太平洋及北太平洋南部地區，西至非洲東南的馬達加斯加島，東至智利的復活節島，北至夏威夷和台灣的蘭嶼，南至新西蘭。
馬來-玻里尼西亞語族語言的構詞特色為以詞綴及重疊的方式來創造新詞。此語族的語言的音位系統通常並不龐大，大部分語言沒有輔音叢（如英語的[str]），元音系統也較小，以五元音系統為大宗。

## 主要語言
馬來-玻里尼西亞核心語言使用人口約有2億3000萬，其中包含馬來語（印尼語及馬來西亞語）、巽他語、爪哇語、布吉語、峇里語、亞齊語；同時也有大洋洲語，包含庫阿努阿語、吉里巴斯語、斐濟語和各種玻里尼西亞語，如夏威夷語、毛利語、薩摩亞語、大溪地語和東加語。其中，馬來語也是新加坡和汶萊的本土語言。
菲律賓語言也屬於馬來-玻里尼西亞族語言，總人口超過一億人，橫跨台灣蘭嶼、菲律賓群島和北部蘇拉威西。一些主要的菲律賓語言，如他加祿語（菲律賓語的發展基礎）、宿霧語、伊洛卡諾語、希利蓋農語、中比科爾語、瓦瑞語和邦板牙語，各有至少三百萬的使用人口。

## 分類系譜
說明：根據《民族語》現時的記載，馬來-玻里尼西亞語族共有1248種語言，佔南島語系的絕大部份。而這1248種語言，佔了多數的708種語言，歸入「中-東部馬來-玻里尼西亞語族」。
傳統上，馬來-玻里尼西亞語族以「西部馬來-玻里尼西亞語族」（Hesperonesian）和「中-東部馬來-玻里尼西亞語族」分類；但因「西部」只有地理上的關連，到最近這種分類已不再使用。

### 與台灣南島語的關係
馬來-玻里尼西亞語族與東台灣南島語族有許多共同的音韻及詞彙創新，如 *t, *C 合併為 /t/（東台語族下所有分支）、*n, *N 合併為 /n/（噶瑪蘭語、巴賽語）、*S 轉為 /h/（西拉雅語），以及 *lima "五"。 然而，沒有任何一支台灣南島語能與馬來-玻里尼西亞語族有直接的連繫。

### 內部分類
馬來-玻里尼西亞語族內含許多語言群，彼此相互交錯。唯一較明確的一個大支系是大洋洲語族，就語言結構層面而言（音韻、詞彙、形態及句法），仍可重建一個完整的共同祖語。其他在馬來-玻里尼西亞語族的大分支都仍具爭議。

#### Blust (1993)
其中較具影響力的提案，當屬白樂思於多篇論文中提議的兩大分支：西部馬來-玻里尼西亞語族及中-東部馬來-玻里尼西亞語族。
將中-東部馬來-玻里尼西亞語族分為一群的看法，雖仍有少數反對意見，但基本上廣為各學者接受。相對地，西部馬來-玻里尼西亞語族現多被當概括性術語（包含白樂思自己在內也這樣認為），內部語言不能歸於一個系譜分支之下。在接受中-東部馬來-玻里尼西亞語族的假設下，可對馬來-玻里尼西亞語言做出進一步的分群，如下：
- 菲律賓語群（有爭議）
  - 巴丹語群
  - 北呂宋語群
  - 中呂宋語群
  - 北民都洛語群
  - 大中部菲律賓語群
  - 卡拉米語群
  - 南民答那峨語群
  - 桑吉爾語群
  - 米納哈沙語群
  - 烏米萊-杜馬結語
  - 馬尼德-伊納格塔語
  - 阿提語
- 薩瑪-巴召語群
- 北婆羅洲語群
  - 北沙巴語群
  - 南沙巴語群
  - 北砂勞越語群
- 加央-穆里克語群
- 陸地達雅克語群
- 巴利多語群（包含馬拉加斯語）
- 莫肯-莫克倫語群
- 馬來-占語群
- 西北蘇門答臘語群（包括恩加諾語）
- 拉讓語
- 楠榜語群
- 巽他語群
- 爪哇語群
- 馬都拉語群
- 峇里-薩薩克-松巴哇語群
- 西里伯斯語群
- 南蘇拉威西語群（亦稱比利克語支）
- 帛琉語
- 查莫羅語
- 中-東部馬來-玻里尼西亞語族
  - 中部馬來-玻里尼西亞語族
    - 松巴-佛洛勒斯語群
    - 佛洛勒斯-倫巴塔語群
    - 塞拉魯語群
    - 卡伊-塔寧巴爾語群
    - 阿魯語群
    - 中部摩鹿加語群
    - 帝汶語群（亦稱帝汶-巴巴語群）
    - 科韋埃語
    - 泰奧爾-庫爾語群

  - 東部馬來-玻里尼西亞語族
    - 南部哈馬黑拉-西部紐幾內亞語族
    - 大洋洲語族（約450種語言）

而最近「重新發現」的納薩爾語(Nasal language)地位仍未明，但此語言在詞彙、音韻發展上與拉讓語及楠榜語有密切關係。

#### 馬來-松巴哇語群 (Adelaar 2005)
阿德拉 (Adelaar 2005) 提出「馬來-松巴哇語群」，依據詞彙及音韻證據，統合了馬來語群、亞齊語-占語群、峇里語、薩薩克語、松巴哇語、馬都拉語以及巽他語群。
- 馬來-松巴哇語群
  - 馬來-占-峇薩松
    - 馬來語群
    - 占語群
    - 峇里-薩薩克-松巴哇語群

  - 巽他語群
  - 馬都拉語

#### 大北婆羅洲語群 (Blust 2010; Smith 2017, 2017a)
大北婆羅洲語群假說，統合了除了巴利多語群以外的所有婆羅洲語言以及馬來-占語群、拉讓語和巽他語群，最初由 Blust (2010) 提出，Smith (2017, 2017a) 延續此一提案，並做出更詳盡的研究。
- 大北婆羅洲語群
  - 北婆羅洲語群
    - 北沙巴語群
    - 南沙巴語群
    - 北砂勞越語群

  - 加央-穆里克語群
  - 陸地達雅克語群
  - 馬來-占語群
  - 莫肯-莫克倫語群 (Smith (2017) 未包含此語群)
  - 拉讓語
  - 巽他語群

由於包含馬來-占語群和巽他語群，大北婆羅洲語群假說與阿德拉 (Adelaar 2005) 提出的馬來-松巴哇語群無法兼容。據此，白樂思決然否定了馬來-松巴哇語群做為一個語言分群的可能。而大北婆羅洲語群此一分類依據的僅有詞彙性證據。

#### 西印尼語群 (Smith 2017)
承襲白樂思 (Blust 2010) 的大北婆羅洲語群假說並加以延伸，史密斯 (Smith 2017) 以「西印尼語群」統合了數個馬玻語言的分群，大幅減少馬玻語系第一分支 (primary branches) 的數量：
- 西印尼語群
  - 大北婆羅洲語群
    - 北婆羅洲語群
      - 北沙巴語群
      - 南沙巴語群
      - 北砂勞越語群

    - 中砂勞越語群
    - 加央-穆里克語群
    - 陸地達雅克語群
    - 馬來語群
    - 占語群
    - 巽他語群
    - 拉讓語讓

  - 大巴利多語群 （語鏈 linkage）
    - 薩瑪-巴召語群
    - 巴利多語群（並系群語鏈[13]）

  - 楠榜語群
  - 爪哇語群
  - 馬都拉語群
  - 峇里-薩薩克-松巴哇語群
- 蘇門答臘語群
（西北蘇門答臘語群的延伸版本，包含納薩爾語(Nasal language)；史密斯認為內部分群仍有待後續討論。)
- 西里伯斯語群
- 南蘇拉威西語群
- 帛琉語
- 查莫羅語
- 莫克倫語群
- 中-東部馬來-玻里尼西亞語族
- 菲律賓語群 （語鏈 linkage）

（根據史密斯的說法，認為「菲律賓語言並非一個分群，而是一個可能包含多個第一分支 (primary branches) 而互有鬆散關聯的語言群 (a loosly related gourp)。」）
愛德華 (Edwards 2015) 認為恩加諾語是馬來-玻里尼西亞語族的第一分支。然而，史密斯 (Smith 2017)否決了這個看法，他認為恩加諾語本身經過劇烈的內部變化，但原先應與其他蘇門答臘語言相去不遠。
此外，里德 (Reid 2013) 認為阿提語也是馬來-玻里尼西亞語族的第一分支。

#### 核心馬來-玻里尼西亞語群
Zobel (2002) 提出「核心馬來-玻里尼西亞語群」此一分群，根據的是其研究中對印尼多數南島語（除多數婆羅洲語言及北蘇拉威西語言以外）在南島型配列和句法上共同創新的推定。此一分群包含了大巽他群島語言（馬來-占語群、西北蘇門答臘語群、楠榜語、巽他語群、爪哇語群、馬都拉語群、峇里-薩薩克-松巴哇語群）、蘇拉威西多數語言（西里伯斯語群、南部蘇拉威西語群）、帛琉語、查莫羅語以及中-東部馬來-玻里尼西亞語族。這是少數嘗試以中間分支將部分西部馬-玻語族語言與中-東部馬-玻語族連結的假說，但在學術界並未獲得太多關注。

## 腳註
1. ↑  Hammarström, Harald; Forkel, Robert; Haspelmath, Martin; Bank, Sebastian (编). . . Jena: Max Planck Institute for the Science of Human History. 2016.
2. ↑  Gordon, Raymond G., Jr. (编). .  第15版. 美國德薩斯州達拉斯: SIL國際. 2005年  [2007年7月25日]. （原始内容存档于2012年9月25日）.
3. ↑  不過應注意的是，*lima "五" 一詞的反映也見於不屬於東台灣南島語族的泰雅語群，參見 Li, Paul Jen-kuei. (1981). "a Reconstruction of proto-Atayalic phonology" （页面存档备份，存于）. BIHP 52.2:235-301.
4. ↑  Blust, R. (1993).Central and Central-Eastern Malayo-Polynesian. （页面存档备份，存于） Oceanic Linguistics, 32(2), 241–293.
5. ↑  Ross, Malcolm (2005), "Some current issues in Austronesian linguistics", in D.T. Tryon, ed., Comparative Austronesian Dictionary, 1, 45–120. Berlin: Mouton de Gruyter.
6. ↑  Donohue, M., & Grimes, C. (2008). Yet More on the Position of the Languages of Eastern Indonesia and East Timor. （页面存档备份，存于） Oceanic Linguistics, 47(1), 114–158.
7. ↑  Adelaar, K. Alexander, and Himmelmann, Nikolaus. 2005. The Austronesian languages of Asia and Madagascar. London: Routledge.
8. ↑  Anderbeck, Karl; Aprilani, Herdian (2013). The Improbable Language: Survey Report on the Nasal Language of Bengkulu, Sumatra （页面存档备份，存于）. SIL Electronic Survey Report. SIL International.
9. ↑  Adelaar, A. (2005). Malayo-Sumbawan. （页面存档备份，存于） Oceanic Linguistics, 44(2), 357–388.
10. 1 2  Blust, Robert. . Oceanic Linguistics. 2010, 49 (1): 44–118. JSTOR 40783586. doi:10.1353/ol.0.0060.
11. 1 2  Smith, Alexander D. . Oceanic Linguistics. 2017, 56 (2): 435–490. doi:10.1353/ol.2017.0021.
12. ↑  Smith, Alexander (2017a). The Languages of Borneo: A Comprehensive Classification. PhD Dissertation: University of Hawai‘i at Mānoa.
13. ↑  Smith, Alexander D. 2018. The Barito Linkage Hypothesis, with a Note on the Position of Basap. JSEALS Volume 11.1 (2018).
14. ↑  Edwards, Owen (2015). "The Position of Enggano within Austronesian." Oceanic Linguistics 54 (1): 54-109.
15. ↑  Reid, Lawrence A. (2013) "Who Are the Philippine Negritos? Evidence from Language （页面存档备份，存于）." Human Biology: Vol. 85: Iss. 1, Article 15.
16. ↑  Zobel, Erik, "The position of Chamorro and Palauan in the Austronesian family tree: evidence from verb morphosyntax". In: Fay Wouk and Malcolm Ross (ed.), 2002. The history and typology of western Austronesian voice systems. Australian National University.

## 外部連結
- Ethnologue report for Malayo-Polynesian （页面存档备份，存于）
- 2008 Austronesian Basic Vocabulary Database analysis
- History.com Encyclopedia: Malayo-Polynesian Languages